# Jan-Baptist De Neve
Joannes Baptista (dit Jan-Baptist) De Neve, né le 25 mars 1870 à Alost et y décédé le 25 décembre 1942 fut un homme politique belge du parti catholique.
De Neve fut ouvrier, puis tapissier (1897-1938) et syndicaliste de la profession.
Il fut élu conseiller communal (1921-38) et échevin (1925-34) d'Alost; sénateur de l'arrondissement de Audenarde-Alost (1936-39).

## Généalogie
- Il est fils de Emmanuel, cordonnier et Prudentia De Groot, dentellière.
- Il épousa en 1897 Maria De Neef (1872-1942);
- Ils eurent 6 enfants, dont: Albertine, Clementine, Emilie, Frans (1911-1977) et Joanna (+ 1995).

## Sources
- Bio sur ODIS